# Ionel Augustin
Ionel Augustin (Bucarest, 11 ottobre 1955) è un ex calciatore rumeno, di ruolo attaccante.

## Palmarès

### Giocatore

#### Competizioni nazionali
- Campionato rumeno: 4

Dinamo Bucarest: 1974-1975, 1981-1982, 1982-1983, 1983-1984
- Coppa di Romania: 2

Dinamo Bucarest: 1981-1982, 1983-1984